# Andreas Spering
Andreas Spering (* 1966 in Simmern/Hunsrück) ist ein deutscher Dirigent und Cembalist, der auf Alte Musik spezialisiert ist.

## Leben
Andreas Spering ist wie sein älterer Bruder Christoph Spering Sohn eines Pfarrers und Enkel des Simmerner Superintendenten Ernst Gillmann. Er studierte in Essen bei Gerd Zacher. Von 1990 bis 1994 war er Cembalist bei Musica Antiqua Köln.
Er ist seit 1996 künstlerischer Leiter der Brühler Schlosskonzerte und des dortigen, von ihm im selben Jahr gegründeten Orchesters Capella Augustina. Dieses Ensemble arbeitet nach der historischen Aufführungspraxis. Die sommerlichen Konzerte sind stark dem Werk Joseph Haydns verpflichtet.
Andreas Spering wurde 1999 zum musikalischen Leiter der Händelfestspiele am Badischen Staatstheater Karlsruhe ernannt und dirigierte dort in den Jahren bis 2007 zahlreiche Opern von Georg Friedrich Händel. 2018 und 2019 kehrte er für eine Alcina zurück. Bei den 50. Händelfestspielen in Halle an der Saale dirigierte er Händels Rodrigo. 2005 hatte Spering die musikalische Leitung der von Christian Baier initiierten szenischen Wiederaufführung der Händel-Oper Siroe in Götzis unter der Regie von Sebastian Hirn inne. Darüber hinaus arbeitete er an den Opernhäusern von Antwerpen, Sevilla, Göteborg, Bern, Rouen, Straßburg, Kopenhagen, Essen, Hannover und vielen anderen. Konzerte leitete er mit vielen bedeutenden Orchestern wie dem Symphonieorchestern des WDR, den Bamberger Symphonikern, der Staatskapelle Weimar, dem Konzerthausorchester Berlin, dem spanischen Nationalorchester, dem Scottish Chamber Orchestra, dem Mozarteumorchester Salzburg, den Symphonikern von Göteborg, Helsinki und der New Japan Philharmonic. Die Brandenburger Symphoniker wählten ihn 2022 zu ihrem Chefdirigenten. Der Fünfjahresvertrag begann im August 2023.

## Aufnahmen (Auswahl)
- Kantaten für Esterhazy von Joseph Haydn
- Siroe von Georg Friedrich Händel
- Imeneo von Georg Friedrich Händel
- Die Feuersbrunst von Joseph Haydn (zugeschrieben)
- Erwin und Elmire von Johann Friedrich Reichardt
- Serenaden op. 11 und op. 16 von Johannes Brahms
- Die Schöpfung von Joseph Haydn
- Il ritorno di Tobia von Joseph Haydn
- Applausus von Joseph Haydn
- Mozart: Arien mIt Sabine Meyer
- Haydn: 7 letzte Worte/Sanchez-Verdu: Sheba
- Wilms: Sinfonie Concertante, Klarinettenkonzert
- Mozart: Horn-Konzerte mit Sybille Mahni